# Pajeng
Pajeng is een bestuurslaag in het regentschap Bojonegoro van de provincie Oost-Java, Indonesië. Pajeng telt 3794 inwoners (volkstelling 2010).